# WTA New Jersey 1980
Il WTA New Jersey 1980 è stato un torneo di tennis giocato sul cemento. È stata la 3ª edizione del torneo, che fa parte del WTA Tour 1980. Si è giocato a Mahwah negli USA dal 18 al 24 agosto 1980.

## Campionesse

### Singolare
Hana Mandlíková ha battuto in finale  Andrea Jaeger con il punteggio di 6–7, 6–2, 6–2

### Doppio
Martina Navrátilová /  Candy Reynolds hanno battuto in finale  Pam Shriver /   Betty Stöve con il punteggio di 4–6, 6–3, 6–1